# Strandella quadrimaculata
Strandella quadrimaculata is een spinnensoort in de taxonomische indeling van de hangmatspinnen (Linyphiidae).
Het dier behoort tot het geslacht Strandella. De wetenschappelijke naam van de soort werd voor het eerst geldig gepubliceerd in 1937 door Uyemura.